# Эскадренные миноносцы типа «Кунц»
Эскадренные миноносцы типа «Кунц» — тип эскадренных миноносцев, входивших в состав ВМС США в период с 1959 по 1993 годы. В США принято именовать их тип по имени головного корабля проекта — «Фаррагут». «Кунц» (DDG-40) был четвёртым кораблем серии и первым, на котором устанавливалось управляемое ракетное оружие (УРО). Первые три корабля серии впоследствии также были переоборудованы в корабли УРО.
Заказы верфям на корабли типа «Кунц»/«Фаррагут» были сделаны с 1955 по 1957 годы. Каждый из кораблей серии имел полное водоизмещение в 5800 тонн, длину 156 метров и ширину 16 метров. Максимальная скорость составляла 33 узла (около 61 Км/ч). Первоначально классифицировавшиеся как ракетные лидеры эсминцев (англ. guided destroyer leader), после переклассификации военных кораблей США 1975 года стали официально именоваться эсминцами УРО (англ. guided missile destroyer). В ходе данной переклассификации корабли типа «Кунц»/«Фаррагут» стали единственными, сменившими кроме обозначений ещё и номера.
Корабли данного типа были выведены из состава флота с 1989 по 1994 и впоследствии сданы на слом.

## Вооружение

### Радиоэлектронное вооружение
Корабли типа «Кунц» имели развитое радиоэлектронное вооружение. Для обнаружения воздушных целей на большой дистанции, использовался двухкоординатный радар воздушного обнаружения AN/SPS-37. Эта весьма мощная для эсминца РЛС с вращающейся антенной могла обеспечивать обнаружение воздушной цели на дистанции до 500 км.
Так как этот радар не мог определять высоту полета цели, для отслеживания и сопровождения обнаруженных целей использовалась трехкоординатная РЛС AN/SPS-39 с фазированной антенной решеткой. Она позволяла сопровождать цель на дистанции до 450 км, снабжая информацией СУО корабля.
Для навигации и обнаружения надводных целей использовался радар AN/SPS-10.
Ракетное оружие эсминца наводилось на цель с помощью двух РЛС AN/SPG-55. Эти станции были смонтированы уступами на кормовой надстройке корабля и управлялись с помощью СУО Mark-74. Обе РЛС могли работать как в режиме «осёдланный луч» (для ранних версий ракет «Терьер») так и в режиме «подсветки» целей для головок самонаведения (для поздних версий «Терьеров» и ракет SM-1ER). Наличие двух РЛС позволяло одновременно обстреливать две цели.
Наведение артиллерийских установок эсминцев осуществлялось с помощью радиолокационной станции AN/SPG-53, интегрированной в систему управления артиллерийским огнём Mark-68 и спаренной с оптическим дальномером. Система обеспечивала прицельное ведение артиллерийского огня из 127-мм 54-калиберных орудий по надводным, наземным и воздушным целям.
Для проведения радиоэлектронной разведки и противодействия, корабли оснащались комплектом РЭБ AN/WLR-1 на носовой мачте. Комплекс включал систему антенн и детекторов, выполняющих задачи обнаружения радиоизлучения противника и определения параметров такового, и систему активных постановщиков помех, позволяющих ставить как шумовые помехи, так и прицельные по конкретным параметрам. В отличие от более поздних систем, этот комплекс РЭБ не был автоматизирован, и управлялся вручную, что существенно снижало его эффективность против радиолокаторов, действующих на изменяемых частотах.

### Зенитное ракетное вооружение
Основное зенитное вооружение корабля состояло из двухбалочной пусковой установки типа Mark-10 Mod.0 для зенитных ракет среднего радиуса действия RIM-2 «Terrier», смонтированной в кормовой оконечности корабля. Ракеты подавались из двух горизонтальных барабанов, расположенных под палубой. Транспортное устройство поднимало верхнюю ракету с барабана и по рельсам подвесной гидравлической транспортной системы, находившейся в кормовой надстройке, подавало ракету на балку пусковой: барабан после этого проворачивался, перемещая в верхнюю позицию новую ракету.
Общий боезапас состоял из 40 ракет — по 20 на каждом барабане. В боекомплект могли входить ракеты любых модификаций, как с ядерными так и с конвенционными боевыми частями. Время перезарядки комплекса составляло приблизительно 30 секунд, то есть с учётом наличия двух балок — каждую минуту могли быть выпущены четыре ракеты.
Зенитный комплекс мог использоваться для поражения воздушных целей (включая сверхзвуковые крылатые ракеты) на дистанциях от 5 до (в зависимости модификации) 38-75 километров. Также комплекс мог быть использован для нанесения ударов по надводным кораблям в пределах радиогоризонта. В дальнейшем, с заменой ракет RIM-2 «Terrier» на RIM-67 SM-1ER возможности комплекса увеличились ещё больше.

### Противолодочное вооружение
Противолодочное вооружение состояло из ПЛУР RUR-5 ASROC. Восьмиконтейнерная пусковая установка была смонтирована на возвышенной позиции позади носовой АУ и предназначалась для поражения подводных лодок на дистанции от 5 до 20 км. Выдача целеуказания обеспечивалась сонарной станцией AN/SQS-23, смонтированной под килем и обеспечивающей обнаружение субмарин (работая в активном режиме) на дистанции до 36 км.
Обнаруженная подводная лодка могла быть атакована как обычными ракето-торпедами, так и глубинными ядерными зарядами. Боезапас комплекса ограничивался 8-ю зарядами в ячейках, перезарядка в море отсутствовала, что несколько ограничивало возможности.
Для самообороны корабля и поражения подводных лодок на малой дистанции либо непосредственно под кораблем, все единицы серии оснащались стандартными строенными 324-мм торпедными аппаратами, стрелявшими акустическими торпедами.
Авиационное вооружение на эсминцах отсутствовало: корабли типа «Кунц» не несли ни ангара ни даже летной палубы и не могли оперировать авиатехникой. Отчасти это было связано с тем, что корабли данного типа воспринимались в первую очередь как быстроходные корабли сопровождения авианосцев либо как лидеры соединений эсминцев и фрегатов. Их основной задачей являлась противовоздушная оборона соединения и ближняя противолодочная оборона: предполагалось, что задачи противолодочного патрулирования решает палубная авиация с охраняемых кораблей.

### Артиллерийское вооружение
Артиллерийское вооружение кораблей состояло из единственной универсальной 127-мм АУ Mark 42, смонтированной на носу корабля. Орудие могло использоваться для ведения огня как по воздушным так и по надводным и береговым целям на дистанции до 23 км. Скорость стрельбы первоначально оценивалась в 40 выстрелов в минуту, но ввиду сильнейшей нагрузки на механизмы, в дальнейшем была ограничена 28 выстрелами в минуту. Боекомплект состоял из 549 снарядов, в которые входили осколочно-фугасные, полубронебойные и осветительные снаряды.
В целом, артиллерийское вооружение этих кораблей было несколько слабее чем у большинства американских эсминцев, что, впрочем, компенсировалось наличием ЗРК «Терьер» вместо стандартного «Тартара». На дистанциях до 25 км, ракеты "Терьер" могли использоваться как весьма эффективное оружие против слабобронированных кораблей: ударявшая в палубу на сверхзвуковой скорости 300-килограммовая ракета с 100-килограммовой боевой частью могла нанести тяжелые повреждения фрегату или эсминцу, а возможность применения ядерной боевой части позволяла единичным попаданием уничтожать даже тяжелобронированные корабли.

## Список эсминцев типа
| Название                      | Бортовой номер | В составе ВМС США | Статус                                    | Примечания |
| ----------------------------- | -------------- | ----------------- | ----------------------------------------- | ---------- |
| USS Farragut (DDG-37)         | DDG-37         | 1960—1989         | 20 ноября 1992 года, продан на металлолом |            |
| USS Luce (DDG-38)             | DDG-38         | 1961—1991         | 30 ноября 1992 года, продан на металлолом |            |
| USS Macdonough (DDG-39)       | DDG-39         | 1961—1992         | 7 января 1990 года, продан на металлолом  |            |
| USS Coontz (DDG-40)           | DDG-40         | 1969—1989         | 20 ноября 1992 года, продан на металлолом |            |
| USS King (DDG-41)             | DDG-41         | 1960—1991         | 15 июня 1993 года, продано на металлолом  |            |
| USS Mahan (DDG-42)            | DDG-42         | 1960—1993         | 20 ноября 1992 года, продан на металлолом |            |
| USS Dahlgren (DDG-43)         | DDG-43         | 1961—1992         | 20 ноября 1992 года, продан на металлолом |            |
| USS William V. Pratt (DDG-44) | DDG-44         | 1961—1991         | 20 ноября 1992 года, продан на металлолом |            |
| USS Dewey (DDG-45)            | DDG-45         | 1959—1990         | 20 ноября 1992 года, продан на металлолом |            |
| USS Preble (DDG-46)           | DDG-46         | 1960—1991         | 20 ноября 1992 года, продан на металлолом |            |

## Оценка проекта
Эсминцы-лидеры типа «Кунц» были первыми серийными ракетоносными кораблями ВМФ США специальной постройки. Их основной задачей виделось эскортирование авианосных соединений и ударных групп надводных кораблей, осуществление их прикрытия от воздушных нападений при помощи управляемых зенитных ракет.
В целом, в свой нише эти корабли были весьма удачны: их зенитное вооружение было весьма мощным и дальнобойным для ограниченного водоизмещения эсминцев, а развитое радиоэлектронное вооружение позволяло эффективно решать задачи обороны от воздушного нападения. Наличие ПЛУР ASROC также позволяло эсминцу выполнять задачи ближней обороны соединения от подводных атак.
Однако, ЗРК RIM-2 «Terrier» был избыточно тяжел для кораблей ограниченного водоизмещения, занимал излишне много места и перезаряжался достаточно медленно. Ограниченная остойчивость эсминцев и малая мощность энергетических установок не позволяла им использовать своё ракетное вооружение так же эффективно как у специализированных ракетных крейсеров. Крупным недостатком также было отсутствие палубного вертолета. Все это привело к тому, что с появлением более компактного ЗРК RIM-24 "Tartar", все последующие серии американских эсминцев оснащались им.